# Tilburg
Tilburg és un municipi de la província del Brabant del Nord, al sud dels Països Baixos. L'1 de gener del 2009 tenia 203.492 habitants repartits sobre una superfície de 119,15 km² (dels quals 1,85 km² corresponen a aigua). Limita al nord amb Dongen, Loon op Zand, Heusden i Haaren, a l'oest amb Gilze en Rijen, a l'est amb Oisterwijk i al sud amb Goirle i Hilvarenbeek.
La Universitat de Tilburg va ser fundada el 1927 i ha mantingut durant anys una important reputació tant en recerca com en docència a nivell mundial.

## Centres de població
- Binnenstad
- Tilburg Noord
- Oude Stad
- Tilburg West

## Ajuntament
L'ajuntament és format per 39 regidors. La coalició governant (23 regidors) és formada per:
- PvdA - 11
- SP - 5
- VVD - 4
- GroenLinks - 3

L'oposició és formada per 16 regidors:
- CDA - 7
- Lijst Smolders Tilburg - 5
- D66 - 1
- Tilburgse Volkspartij - 1
- Algemeen Belang - 1
- Verenigde Senioren Partij - 1

## Agermanaments
- Lublin
- Matagalpa
- Same
- Emfuleni
- Minamiashigara
- Zemun